# Mångbyån
Mångbyån är en å i mellersta Västerbottens kustland. Längd ca 10 km (inkl. källflöden ca 20 km, flodområde 219 km²). Mångbyån rinner upp i området kring Bissjön, ca 1 mil nordväst om Lövånger, där flera stora bäckar rinner samman. Sedan strömmar den åt sydost genom Mångbyn och Lövånger, passerar de f.d. havsvikarna Bölesviken och Avafjärden för att slutligen mynna i Bottenviken vid Munkviken. Många sjöar finns i flodområdet; de största är Stavvattnet, Stor-Lövvattnet (35 m ö.h.), Högfjärden (5 m ö.h.) och den nämnda Bölesviken. Största biflödet är Högfjärdsån.